# Guangzhou Apaches
I Guangzhou Apaches sono una squadra di football americano di Canton, in Cina.

## Dettaglio stagioni

### Tornei nazionali

#### Campionato

##### AFLC/CNFL
| Stagione | regular season | regular season | regular season | regular season | regular season | regular season | playoff | playoff | playoff | playoff | playoff | playoff          | playoff             |
|          | Vin            | Par            | Per            | Tot            | PF             | PS             | Vin     | Per     | Tot     | PF      | PS      | risultato        | avversaria          |
| -------- | -------------- | -------------- | -------------- | -------------- | -------------- | -------------- | ------- | ------- | ------- | ------- | ------- | ---------------- | ------------------- |
| 2014     | 0              | 0              | 5              | 5              | 29             | 98             | -       | -       | -       | -       | -       | -                | -                   |
| 2015     | 1              | 0              | 3              | 4              | 70             | 88             | 1       | 1       | 2       | 47      | 15      | Quarti di finale | Shanghai Nighthawks |
| 2016     | 2              | 0              | 2              | 4              | 47             | 48             | 0       | 1       | 1       | 16      | 26      | Quarti di finale | Chengdu Pandaman    |
| 2017     | 0              | 0              | 4              | 4              | 24             | 58             | -       | -       | -       | -       | -       | -                | -                   |
| 2018     | 0              | 0              | 4              | 4              | 12             | 107            | -       | -       | -       | -       | -       | -                | -                   |
| 2019     | 1              | 0              | 4              | 5              | 47             | 108            | -       | -       | -       | -       | -       | -                | -                   |
| 2020     | 2              | 1              | 1              | 4              | 84             | 83             | 0       | 1       | 1       | 6       | 8       | Wild Card        | Qingdao Conquerors  |
| Totale   | 6              | 1              | 23             | 30             | 313            | 590            | 1       | 3       | 4       | 69      | 49      |                  |                     |

Fonti: Enciclopedia del Football - A cura di Roberto Mezzetti

### Tornei locali

#### South China Bowl
| Stagione | regular season | regular season | regular season | regular season | regular season | regular season | playoff | playoff | playoff | playoff | playoff | playoff   | playoff                |
|          | Vin            | Par            | Per            | Tot            | PF             | PS             | Vin     | Per     | Tot     | PF      | PS      | risultato | avversaria             |
| -------- | -------------- | -------------- | -------------- | -------------- | -------------- | -------------- | ------- | ------- | ------- | ------- | ------- | --------- | ---------------------- |
| 2016     | -              | -              | -              | -              | -              | -              | 3       | 0       | 3       | 94      | 6       | Campioni  | Hong Kong Combat Orcas |
| 2017     | 2              | 0              | 0              | 2              | 60             | 10             | 0       | 1       | 1       | 6       | 20      | Finale    | Hong Kong Warhawks     |
| 2018     | 2              | 0              | 0              | 2              | 66             | 6              | 0       | 1       | 1       | 6       | 19      | Finale    | Hong Kong Warhawks     |
| 2019     | -              | -              | -              | -              | -              | -              | 0       | 1       | 1       | 8       | 42      | Finale    | Hong Kong Warhawks     |
| Totale   | 4              | 0              | 0              | 4              | 126            | 16             | 3       | 3       | 6       | 114     | 87      |           |                        |

Fonti: Enciclopedia del Football - A cura di Roberto Mezzetti

### Riepilogo fasi finali disputate
| Anno             | Luogo | Evento           | Fase del torneo  | Incontro                                   | Risultato    |
| 28 novembre 2015 |       | AFLC             | Quarti di finale | Shanghai Nighthawks - Guangzhou Apaches    | 1 - 0 d.g.s. |
| 5 giugno 2016    |       | South China Bowl | Finale           | Guangzhou Apaches - Hong Kong Combat Orcas | 6 - 0        |
| 3 dicembre 2016  |       | AFLC             | Quarti di finale | Guangzhou Apaches - Chengdu Pandaman       | 16 - 26      |
| 24 giugno 2017   |       | South China Bowl | Finale           | Hong Kong Warhawks - Guangzhou Apaches     | 20 - 6       |
| 30 giugno 2018   |       | South China Bowl | Finale           | Hong Kong Warhawks - Guangzhou Apaches     | 19 - 6       |
| 29 giugno 2019   |       | South China Bowl | Finale           | Hong Kong Warhawks - Guangzhou Apaches     | 42 - 8       |
| 28 novembre 2020 |       | CNFL             | Wild Card        | Qingdao Conquerors - Guangzhou Apaches     | 8 - 6        |

## Palmarès
- 1 South China Bowl (2016)